# Dugald Clerk
Sir Dugald Clerk, né à Glasgow le 31 mars 1854 et mort à Ewhurst le 12 novembre 1932 , est un ingénieur écossais. Dugald Clerk conçoit le premier moteur à deux temps en 1878 et le brevette en Angleterre en 1881.

## Biographie
Dugald Clerk est le fils d'un machiniste, Donald Clerk, et de Martha Symington. Il est élevé par un précepteur puis recruté comme apprenti chez H. O. Robinson & Co à Glasgow. De 1871 à 1876, il poursuit des études d'ingénieur, tout d’abord à Glasgow (Anderson College) puis au Yorkshire College of Science de Leeds.
Il épouse Margaret Hanney en 1883, et s'établit en 1886 à Birmingham, où il se consacre à l'étude des moteurs à essence. Il s'associe à G. C. Marks comme ingénieur consultant : il a parmi ses clients Frederick Lanchester, dont il fait breveter le mécanisme d'admission en 1890. Il dirige le centre de recherches du génie de l'Amirauté pendant la Première Guerre mondiale.

## Inventeur

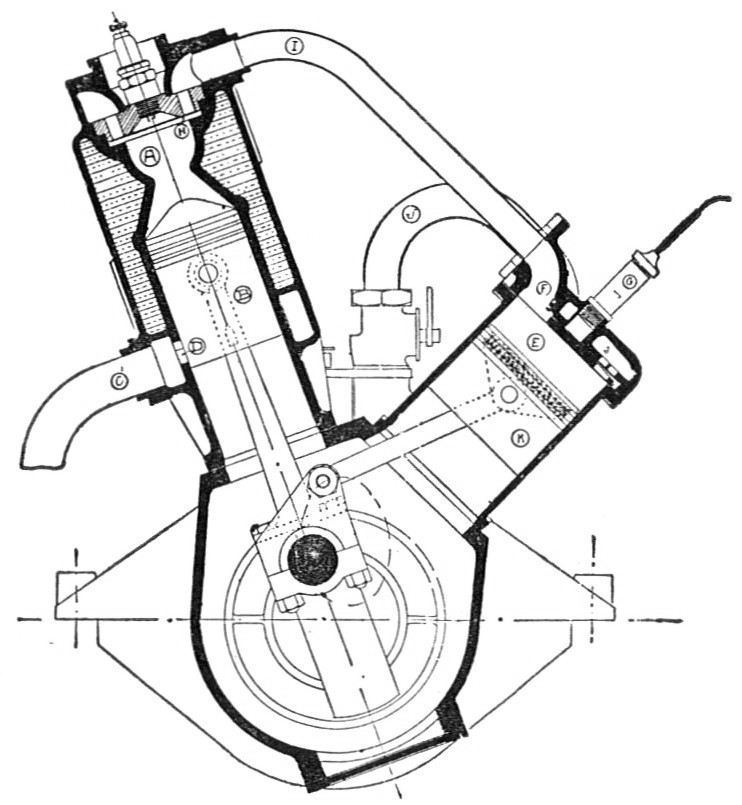
Le moteur à deux temps de Dugald Clerk.

C'est au mois d’octobre 1878 qu'en dotant un moteur Brayton d'un allumage à bougie et en améliorant sa carburation, Clerk s'attaque au perfectionnement des moteurs à explosion. Il se procure un exemplaire de cette machine, un Ready Motor fabriqué à Philadelphie. Au bout d'un certain temps, cependant, le moteur modifié explose : il le répare, mais renonce au compresseur et récupère la pompe pour aspirer le mélange air / carburant dans la chambre de combustion. Le moteur Otto, breveté en 1876, a été d'emblée reconnu comme un énorme progrès par les fabricants : Clerk s'empare du concept de moteur deux-temps (apparu en 1880), en veillant à contourner le brevet d'Otto (qui est un moteur quatre-temps).
Le moteur Clerk comporte deux soupapes : l'une, munie d'un ressort, pour l'admission d'air, l'autre pour le carburant ; ainsi qu'un évent d'échappement vers le cylindre, dégagé puis obturé à chaque cycle par le mouvement du piston. Les allusions à un moteur Clerk muni d'une soupape latérale renvoient sans doute à un autre moteur expérimental, construit à partir d'un moteur Lenoir. L’ignition du mélange est assurée par une version modifiée de sa bougie testée en 1878. Le moteur Clerk comporte un cylindre auxiliaire pour l'allumage, qui est supprimé en 1891 par Joseph Day.
La plupart des moteurs antérieurs au moteur Otto (et au moteur Clerk), comme le moteur de Rivaz, le Pyréolophore des frères Niepce, le moteur Lenoir, le moteur Morey etc. étaient des moteurs deux-temps dont le mécanisme renvoie, au fond, au fonctionnement des machines à vapeur de l'époque. La contribution essentielle de Clerk est l'intégration du compresseur Otto aux moteurs deux-temps, qui, dans les années 1880, les a remis en course du point de vue du rendement. Plusieurs constructeurs adoptent pendant quelques années le cycle Clerk, ne serait-ce que pour s'exonérer des droits sur le moteur quatre-temps. Des années plus tard, l'idée fait école avec la version deux-temps du moteur Diesel, indispensable pour les moteurs de puissance turbo, notamment les moteurs de marine et les locomotives. Leur vilebrequin accessible et leur taux puissance/poids élevé les rattache à l'idée première de Dugald Clerk.